# Petrus Bernardus Bisselink
Petrus (Piet) Bernardus Bisselink (Zeddam, Bergh, 13 mei 1881 – Kaatsheuvel, 9 september 1969) was een Nederlands componist, dirigent en leraar.

## Levensloop
Bisselink volgde eerst een lerarenopleiding en kreeg zijn eerste baan in Bredevoort. In 1906 vertrok hij naar de gemeente Loon op Zand, waar hij het 1e jaar als muzikant en vervolgens meer dan 40 jaar als dirigent van Kon. Erk. Harmonie Apollo te Kaatsheuvel deze vereniging naar een ongekende hoogte bracht. Verschillende andere harmonieorkesten waar Bisselink werkte, waren Fanfare- en tamboerkorps Sirena Sprang-Capelle, Harmonie St. Bavo Raamsdonk, Koninklijke Harmonie Volksvlijt en Volksvermaak Waspik en Koninklijk Erkende Harmonie St. Jan Kaatsheuvel. Als componist was hij autodidact en met zijn werken had hij veel succes. Hij werd destijds in de HAFABRA-wereld de Marsenkoning van Nederland genoemd. In 1950 ging hij met pensioen.

## Composities

### Werken voor harmonie- en fanfareorkest
- 1930 rev.1941 Fierial, ouverture
- 1946 Clubmarsch
- 1946 Leve de Vrijheid, mars
- 1946 Mooi Zeedam, mars
- 1948 Con Brio, mars
- 1948 Hou-Doe, mars
- 1948 Requiescat in Pace, treurmars
- 1948-1949 Toxandrië, ouverture
- 1949 Een schone Meimorgen
- 1949 Een mooie Herfstdag, legende voor harmonie- of fanfareorkest
- 1949 Pinksterbloemen
- 1949 Groet aan Kaatsheuvel, mars
- 1950 Trompetters voor!, mars
- 1950-1951 Vincentino, ouverture
- 1951 Kabouterdans
- 1951 Marsparade nr. 2, selectie
- 1951 Onze Kompels, mars
- 1952-1953 Op de Bornhof, ouverture
- 1952 Elsinore, ouverture
- 1953 Arendsnest - March, voor harmonie- of fanfareorkest met klaroen en tamboers (opgedragen aan J.B.J. Arends, 't Hof Halhuizen)
- 1953 Marsparade nr. 4
- 1954 In de Ardennen, fantasie
- 1954 Naar d'Efteling, mars
- 1954 Sancta Rosa, processiemars
- 1954-1955 De Padevoort
- 1955 Le Tambour-Maître, mars voor harmonie- of fanfareorkest met klaroen en tamboers
- 1956 In 't sprookjesbos, fantasie
- 1956 Montferland-Mars
- 1960 Chairman Fox, mars

- 1961 Sint Oswaldus, processiemars
- 1962 Subenhara mars
- 1963 De Optimisten mars
- 1963 De trouwe Garde, mars
- 1963 Hannibal, mars
- 1963 Late Rozen, concertwals
- 1964 De Paasberg, ouverture
- 1964 Camping mars
- 1965 Sonora, mars
- 1966 Evergreen mars
- 1969 Onder de Linden, mars
- 12 Processie Liederen
- 24 Processie Liedjes
- Bellamy March
- Capricornia, mars
- Dansende schoentjes
- De Jubilaris, mars voor harmonie- of fanfareorkest met klaroen en tamboers
- Door Eendracht Sterk, mars (won de 2e prijs in de wedstrijd "Den Helder marinestad")
- Madeliefjes, grote wals
- Marsparade nr. 3
- Martiriel
- Onze Drumband
- Onze Taptoe
- Op de Sibajak, concertwals (opgedragen aan de weledelgestr. Heer J. Roos, Gezagvoerder)
- Rosetta, wals
- Sint Jan, processiemars
- Vaandelhulde, wals
- Vaandelwals
- Vroolijke Dauwtrappers

### Kamermuziek
- Izegrim, voor klarinet en piano